# Teenage Mutant Ninja Turtles på svenska
Teenage Mutant Ninja Turtles på svenska. Serien Teenage Mutant Ninja Turtles lanserades i augusti 1990 i Sverige översatt från engelska till svenska. Serietidningsversionen TMNT Adventures samt de tre långfilmerna var de versioner som förekom mest i Sverige. I början av 1990-talet användes oftast begreppet "Turtles" om serien, men TMNT är ett vanligare begrepp. I bland annat Sverige hade sköldpaddorna även sin egen pizza som kunde köpas i frysdiskar.
TMNT-kulturen kom och kulminerade i Sverige i början av 1990-talet dock minskade intresset under 1994 med spelkonsolernas intågande samt andra tv-produktioner vilka konkurrerade om utrymmet i media och popkultur. Först i början av 2000-talet har den på allvar börjat komma tillbaka i USA.

## Serietidningar
De ursprungliga Mirageserierna på svenska dök upp i serietidningen Maxx #8 1987. 1993 gav Epix ut fyra seriealbum, Ur kloakerna, Utpressning, Slagskämpen och Robotvarelserna. Denna version har dock alltid varit ovanlig på svenska, och marknadsfördes på omslagen som "Turtle Action med Teenage Mutant Ninja Turtles" och "originalturtlarna" då Mirageserierna länge varit relativt okända i den svensktalande världen.
I stället blev det Archieserierna som utgjorde grund för den tidning som gavs ut i Sverige från 1990 till 1996 och hette Teenage Mutant Hero Turtles.

## 1987 års tecknade tv-serie
I Sverige sändes 1987 års tecknade tv-serie från 1990 de 65 första avsnitten (säsong 1-3) i TV 3, där de i ingick Barntrean, med dubbning till svenska av Media Dubb medan TV 1000 visade avsnitt från säsong 4 och 5 med tal på engelska och text på svenska. TV 3 visade serien varje fredagseftermiddag, lördagsmorgon och söndagsmorgon medan TV 1000 visade två avsnitt varje vardag, ett på morgonen och ett på eftermiddagen. I maj 1992 upphörde säsong 4 och 5 i TV 1000, men en dag i mitten av 1992 visades del 1 och 2 av det en timme långa och annars i två delar uppdelade avsnittet "Planet of the Turtleoids" ihop.
Under andra halvan 1992 var serien tillbaka i svenska kanaler. TV 3 visade nu repriser av säsong 1-3 varje vardagseftermiddag samt varje lördags- och söndagsmorgon, och under första halvan av 1993 visades sista avsnittet av säsong 3.
TV 1000 visade även de 12 avsnitten Vacation in Europe om då sköldpaddorna reste till olika europeiska stater. Dessa avsnitt var dubbade till svenska och visades i slutet av 1992 och början av 1993. Först på söndagseftermiddagar, sedan även vardagar. Under Vacation in Europe besökte sköldpaddorna varken Sverige eller Finland, men däremot Norge. Norge besöktes i avsnittet Northern Lights Out, där sköldpaddorna slogs mot en grupp "moderna vikingar" ledda av "Eric Red" som kidnappade April O'Neil och även försökte smälta polarisen och översvämma alla kuststäder på hela Jorden.
Avsnitten fick aldrig några titlar eller översättningar på svenska, frånsett omslagen på videodubbningarna.

### Dubbning
I TV 3 och TV 1000 var TMNT-serien dubbad till svenska av Media Dubb och seriens röster gjordes till en början av erkända svenska röstskådespelare som Fredrik Dolk (Splinter), Andreas Nilsson (Raphael) och Annelie Berg (April O'Neil). Media Dubb AB:s dubbning förändrades däremot inför tredje säsongen av den tv-sända serien och vissa röstskådespelare byttes ut. Flera avsnitt från de tre första säsongerna gavs i Sverige ut på VHS av Scanbox i början av 1990-talet, med startår 1991, under originaltiteln Teenage Mutant Ninja Turtles och utan censur. TV 3 sände från Storbritannien. För denna utgivning dubbades serien av Sun Studio AB, med röster av Nina Gunke, Kenneth Milldoff och Håkan Mohede. Sun Studios dubbning var betydligt billigare. Dessa avsnitt har i början av 2000-talet även släppts på DVD.

#### Röster
| Rollfigur                                                     | Engelskspråkig röst | Media Dubbs svenska version (TV-visningar)                 | Sun Studios svenska version (videoutgivningar) |
| Leonardo                                                      | Cam Clarke | Johan Wahlström (säsong 1-2) Sven-Åke Wahlström (säsong 3) | Kenneth Milldoff                               |
| Donatello                                                     | Barry Gordon | Johan Hedenberg                                            | Håkan Mohede                                   |
| Raphael                                                       | Rob Paulsen (säsong 1-9) Thom Pinto (alternativ, 1989) Hal Rayle (alternativ, 1993) Michael Gough (säsong 10)                                                        | Andreas Nilsson (säsong 1-2) Staffan Hallerstam (säsong 3) | Håkan Mohede                                   |
| Michelangelo                                                  | Townsend Coleman | Bosse Bergstrand (säsong 1-2) Peter Sjöquist (säsong 3)    | Kenneth Milldoff                               |
| Splinter                                                      | Peter Renaday | Fredrik Dolk                                               | Håkan Mohede                                   |
| April O'Neil                                                  | Renae Jacobs | Annelie Berg                                               | Nina Gunke                                     |
| Shredder (kallad "Strimlaren" i Sun Studios svenska dubbning) | James Avery (säsong 1-7) William E. Martin (säsong 8-10) Dorian Harewood (alternativ, 1989) Jim Cummings (alternativ, 1991-1993) Townsend Coleman (alternativ, 1993) | Johan Wahlström (säsong 1-2) Sven-Åke Wahlström (säsong 3) | Kenneth Milldoff                               |
| Krang                                                         | Pat Fraley Townsend Coleman (alternativ) | Andreas Nilsson (säsong 1-2) Staffan Hallerstam (säsong 3) | Nina Gunke                                     |
| Bebop                                                         | Barry Gordon Greg Berg (alternativ) | Steve Kratz                                                | Kenneth Milldoff                               |
| Rocksteady                                                    | Cam Clarke | Bosse Bergstrand (säsong 1-2) Peter Sjöquist (säsong 3)    | Håkan Mohede                                   |
| Irma Langinstein                                              | Jennifer Darling | Maria Weisby                                               | Nina Gunke                                     |
| Vernon Fenwick                                                | Peter Renaday Pat Fraley (tidigare) | Steve Kratz                                                | Håkan Mohede                                   |
| Burne Thompson                                                | Pat Fraley Townsend Coleman (alternativ, 1989) | Steve Kratz                                                | Kenneth Milldoff                               |
| Baxter Stockman                                               | Pat Fraley | Fredrik Dolk                                               | Håkan Mohede                                   |
| Råttkungen                                                    | Townsend Coleman | Peter Sjöquist                                             | Kenneth Milldoff                               |

### Video
Avsnitten släpptes till VHS i början av 1990-talet och DVD i början av 2000-talet, den senare gången med tre avsnitt per titel samt i en samnordisk utgivning där man kunde välja mellan dubbningarna till danska, finska, norska eller svenska innan man spelade upp filmen. Trots att logotypen på omslaget säger "Hero Turtles" sjunger signaturmelodin "Ninja Turtles".

## Långfilmerna
Långfilmerna textades, både på biograferna och i TV. Den första långfilmen hade i premiär i Sverige den 7 december 1990, och hade där 15-årsgräns. Den andra långfilmen, som hade premiär i Sverige den 19 juli 1991 i 70 biografer på 20 olika orter, hade 11-årsgräns. Tredje långfilmen, som hade premiär i Sverige den 6 augusti 1993, hade 11-årsgräns.  Filmen TMNT hade premiär i Sverige den 30 mars 2007, och hade 7-årsgräns . Denna fanns översatt med såväl textning på svenska samt dubbning till svenska, vid de tre föregående långfilmerna hade enbart textning på svenska använts.
2014 års långfilm hade i premiär i Sverige den 8 augusti 2014, och hade där 11-årsgräns.

## 2003 års tv-serie
Den 17 januari 2005 började 2003 års serie visas på Cartoon Network i Sverige, dubbad till svenska. Den serien har även getts ut på DVD och VHS av KE Media, med samma dubbning.

### Dubbning
Denna version finns bara i en tolkning på svenska, och den har producerats av KM Studio.

#### Röster
| Rollfigur       | Engelskspråkig röst                                  | Svenskspråkig röst                |
| Leonardo        | Mike Sinterniklaas                                   | Ola Norman                        |
| Donatello       | Sam Riegel                                           | Johan Svensson                    |
| Raphael         | Frank Frankson (namnges från säsong 3 John Campbell) | Bengt Dalqvist                    |
| Michelangelo    | Wayne Grayson                                        | Nick Atkinson                     |
| Splinter        | Darren Dunstan                                       | Niclas Ekholm                     |
| April O'Neil    | Veronica Taylor                                      | Åsa Johnsson                      |
| Shredder        | Scottie Ray                                          | Johan Hedenberg                   |
| Casey Jones     | Marc Thompson                                        | Anders Öjebo                      |
| Baxter Stockman | Scott Williams                                       | Ulf Peder Johansson/Niclas Ekholm |
| Leatherhead     | Greg Carey                                           | ?                                 |
| Råttkungen      | David Zen Mansley                                    | ?                                 |
| Hun             | Greg Carey/David Zen Mansley                         | Johan Hedenberg                   |

## 2012 års tv-serie
Den 4 november 2012 började 2012 års serie visas på Nickelodeon i Sverige, dubbad till svenska. Den serien har även getts ut på DVD av Svensk filmindustri, med samma dubbning.

### Dubbning
Denna version finns bara i en tolkning på svenska, och den har producerats av Dubberman.

#### Röster
| Rollfigur    | Engelskspråkig röst      | Svenskspråkig röst                        |
| Donatello    | Rob Paulsen              | Jesper Adefelt                            |
| Leonardo     | Jason Biggs, Seth Green  | Adam Portnoff                             |
| Michelangelo | Greg Cipes               | Anton Olofson Raeder                      |
| Raphael      | Sean Astin               | Joakim Tidermark                          |
| Splinter     | Hoon Lee                 | Bengt Järnblad                            |
| April O'Neil | Mae Whitman              | Carla Abrahamsen/ Mikaela Ardai Jennefors |
| Casey Jones  | Josh Peck                | Leo Hallerstam                            |
| Shredder     | Kevin Michael Richardson | Fredrik Hiller                            |
| Tiger Claw   | Eric Bauza               | Oscar Harryson                            |

### Fotnoter
1. ↑  ”Maxx”. Seriesamlarna. 16 juli 1987. http://www.seriesam.com/cgi-bin/guide?s=Maxx+(1986). Läst 22 februari 2012.
2. ↑  ”Turtle Action”. Seriesamlarna. 16 juli 1993. http://www.seriesam.com/cgi-bin/guide?s=Turtle+Action+(1993). Läst 22 februari 2012.
3. ↑  ”Teenage Mutant Hero Turtles”. Seriesamlarna. 16 juli 1990. http://www.seriesam.com/cgi-bin/guide?s=Teenage+Mutant+Hero+Turtles+(1990). Läst 22 februari 2012.
4. ↑  ”Teenage Mutant Ninja Turtles (1990)”. Svensk filmdatabas. 16 juli 1990. http://www.sfi.se/sv/svensk-filmdatabas/Item/?type=MOVIE&itemid=18771&ref=%2ftemplates%2fSwedishFilmSearchResult.aspx%3fid%3d1225%26epslanguage%3dsv%26searchword%3dturtles%26type%3dMovieTitle%26match%3dContain%26page%3d1%26prom%3dFalse. Läst 22 februari 2012.
5. ↑  ”Teenage Mutant Ninja Turtles II: The Secret of Ooze (1991)”. Svensk filmdatabas. 16 juli 1991. http://www.sfi.se/sv/svensk-filmdatabas/Item/?type=MOVIE&itemid=16461&ref=%2ftemplates%2fSwedishFilmSearchResult.aspx%3fid%3d1225%26epslanguage%3dsv%26searchword%3d%26type%3dMovieTitle%26match%3dBegin%26page%3d2987%26prom%3dFalse. Läst 22 februari 2012.
6. ↑  ”Teenage Mutant Ninja Turtles III (1992)”. Svensk filmdatabas. 16 juli 1992. http://www.sfi.se/sv/svensk-filmdatabas/Item/?type=MOVIE&itemid=17840&ref=%2ftemplates%2fSwedishFilmSearchResult.aspx%3fid%3d1225%26epslanguage%3dsv%26searchword%3dTurtles%26type%3dMovieTitle%26match%3dContain%26page%3d1%26prom%3dFalse. Läst 22 februari 2012.
7. ↑  Teenage Mutant Ninja Turtles på svenska på Svensk Filmdatabas
8. ↑  ”Teenage Mutant Ninja Turtles (2014)”. Svensk filmdatabas. 16 juli 2014. http://www.sfi.se/sv/svensk-filmdatabas/Item/?ItemId=79800&type=MOVIE. Läst 22 maj 2015.
9. ↑  Christian Ploog (27 september 2012). ”Turtles är tillbaka”. Aftonbladet. http://www.aftonbladet.se/nojesbladet/article15509031.ab. Läst 22 maj 2015.